# Лавал (Франция)
Вижте пояснителната страница за други значения на Лавал (Франция).
Лава̀л (на френски: Laval) е град в северозападна Франция, административен център на департамента Майен и окръг Лавал в регион Пеи дьо ла Лоар. Населението му е около 50 000 души (2015).
Разположен е на 70 метра надморска височина в северния край на Лоарската низина, на 68 километра източно от Рен и на 73 километра западно от Льо Ман. Селището възниква през XI век около построения по това време замък и през Средновековието е важно укрепление край границата на Мен с Анжу, Бретан и Нормандия, както и на пътя, свързващ Париж с Брест. Днес градът е център на млекопреработвателната промишленост. Той е център на малка агломерация, включваща още предградията Сен Бертевен, Шанже и Юисри.

## Известни личности
Родени в Лавал
- Алфред Жари (1873 – 1907), писател
- Франсис Коклен (р. 1991), футболист
- Пиер-Емерик Обамеянг (р. 1989), футболист
- Амброаз Паре (1510 – 1590), хирург
- Анри Русо (1844 – 1910), художник